# Große Moschee von Touba
Die Große Moschee von Touba ist das größte Gebäude in der Stadt Touba im Westen des westafrikanischen Staates Senegal und eine der größten Moscheen in Afrika.

## Geschichte
Der Marabout Amadou Bamba gab im Jahr 1924 den Anstoß zum Bau dieser Moschee, da er an diesem Ort seine frühe Offenbarung erhalten hatte. Die französische Verwaltung autorisierte das Projekt erst im Jahre 1926. Nach dem Tode von Amadou Bamba im Jahre 1927 wurde sein ältester Sohn Mamadou Moustapha Mbacké zum ersten General-Kalifen, d. h. Nachfolger seines Vaters, ausgerufen. Er setzte sich trotz des sehr schwierigen nationalen und internationalen, von der Weltwirtschaftskrise geprägten Umfeldes der 1930er Jahre und des Zweiten Weltkriegs immer wieder für das Projekt des Moscheebaus ein. Die Kolonialverwaltung versuchte das Projekt durch Auferlegung strengster Bedingungen zu vereiteln. Muhammadu Moustapha rang der Verwaltung einen Pachtvertrag über 400 Hektar ab. Nach Überwindung vieler Hindernisse konnte am 4. März 1932 der Grundstein für die Moschee gelegt werden. Eines der größten Hindernisse war die Nichtverfügbarkeit von Materialien und Transportkapazitäten nach Diourbel, wo der Zug hielt. – Schließlich wurde die Moschee am Freitag, dem 7. Juni 1963, durch Mouhammadou Falilou M'Backé eingeweiht.

## Architektur

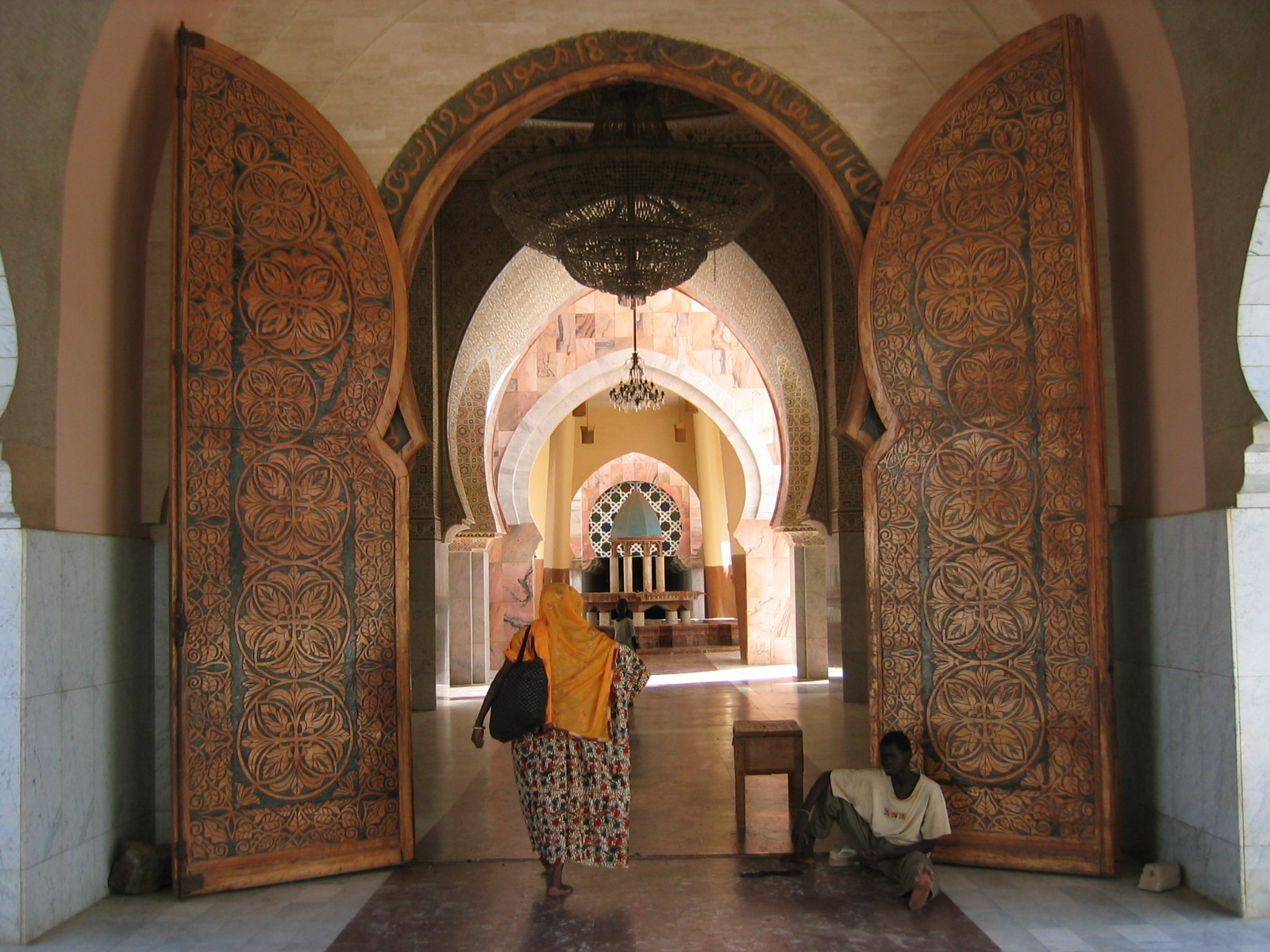
Eingang der Moschee

Die Moschee ist an ihren vier Ecken mit jeweils 66 Meter hohen Minaretten versehen. Ein fünftes, 86,80 Meter hohes Minarett steht in der Mitte des Bauwerks und überragt die großen Kuppeln und die äußeren Minarette. 2013 fügte Kalif Sidy Mbacke Mukhtar zwei weitere Minarette hinzu. Diese Minarette können bereits bis zu 10 km vor Touba gesehen werden. Die Moschee hat sechs große Türen. Der Haupteingang befindet sich im Osten, eine Tür im Westen und zwei auf jeder Seite. Das Mausoleum von Ahmadou Bamba wurde an der nordöstlichen Ecke des Gebäudes, in der Nähe der Gebetshalle, erbaut. Es hat eine Ausdehnung von ca. 10 auf 10 Meter.